# Taraszczanka
Taraszczanka (ukr. Таращанка) – wieś na Ukrainie, w obwodzie żytomierskim, w rejonie nowogrodzkim, nad Ceremem. W 2001 roku liczyła 701 mieszkańców.